# Diagonalizovatelná matice
V lineární algebře se čtvercové matici {\displaystyle A} říká diagonizovatelná, pokud je podobná diagonální matici {\displaystyle D}, tzn. pokud existuje taková regulární matice {\displaystyle R}, pro kterou by platilo {\displaystyle A=R\,D\,R^{-1}}. Úzce souvisejícím pojmem je diagonalizovatelné lineární zobrazení: tak se označuje endomorfismus {\displaystyle T:V\rightarrow V} nad vektorovým prostorem {\displaystyle V}, pokud existuje báze {\displaystyle V} (zvaná diagonální báze), vzhledem ke které je {\displaystyle T} reprezentováno diagonální maticí. Diagonalizace je proces hledání odpovídající diagonální matice a diagonální báze pro čtvercovou matici, resp. endomorfismus.
Čtvercová matice, resp. endomorfismus, které nejsou diagonalizovatelné, se označují jako defektní.
Diagonizovatelné matice a zobrazení jsou předmětem zájmu, protože s diagonálními maticemi se velmi snadno pracuje: jejich vlastní čísla a vlastní vektory jsou zřejmé a umocňování diagonální matice je také snadné, protože stačí umocnit jednotlivé prvky na diagonále matice. V případě, že matice není diagonalizovatelná, tyto vlastnosti do jisté míry supluje tzv. Jordanův tvar, který mají všechny matice.
Pojmy diagonalizovatelnost a diagonalizace se užívají i v kontextu bilineárních a seskvilineárních forem, jejich matice ovšem nejsou v různých bázích podobné ({\displaystyle A=R\,D\,R^{-1}}), ale kongruentní ({\displaystyle A=R^{T}D\,R}). Bázi, ve které je bilineární forma diagonální, se říká polární báze a kvůli zmíněným rozdílům v transformaci forem a zobrazení je obecně jiná než diagonální báze zobrazení. Důležitou výjimku ovšem tvoří případy, kdy je {\displaystyle R} ortogonální a platí {\displaystyle R^{T}=R^{-1}\implies R^{-1}A\,R=R^{T}A\,R}. Tímto případem se podrobně zabývá ortogonální diagonalizace.

## Podmínka diagonalizovatelnosti
Otázka, zda je matice diagonalizovatelná, úzce souvisí s pojmy algebraická a geometrická násobnost vlastního čísla.
Vlastní číslo matice je takové {\displaystyle \lambda }, které pro nějaký vektor {\displaystyle v} splňuje {\displaystyle Av=\lambda v}. Tato podmínka se dá snadno přepsat jako {\displaystyle (A-\lambda E)\,v=0}.
Máme-li matici {\displaystyle A} a její vlastní číslo {\displaystyle \lambda }, hodnota {\displaystyle \dim \mathrm {Ker} \,(A-\lambda E)} se nazývá geometrickou násobností vlastního čísla {\displaystyle \lambda }.
Polynom {\displaystyle p_{A}(\lambda )=\det(A-\lambda E)} se nazývá charakteristický polynom matice {\displaystyle A} a jeho kořeny jsou vlastními čísly {\displaystyle A}. Termínem algebraická násobnost se označuje násobnost {\displaystyle \lambda } jako kořene tohoto polynomu.
Věta: Nechť {\displaystyle A} je čtvercová matice a {\displaystyle \lambda _{1},\,\dots ,\,\lambda _{k}} její vlastní čísla. {\displaystyle A} je diagonalizovatelná právě tehdy, je-li algebraická násobnost každého {\displaystyle \lambda _{i}} rovna jeho geometrické násobnosti.

## Algoritmus pro nalezení diagonálního tvaru
Hledání diagonálního tvaru {\displaystyle D} a matice přechodu {\displaystyle R} lze shrnout do několika kroků:
1. Vyjáříme si charakteristický polynom {\displaystyle \det(A-\lambda E)}, najdeme jeho kořeny {\displaystyle \lambda _{1},\,...,\,\lambda _{k}} a poznamenáme si jejich násobnost.
2. Matice {\displaystyle D} bude mít tvar {\displaystyle D=\mathrm {diag} (\lambda _{1},\,...,\,\lambda _{1},\lambda _{2},\,...,\,\lambda _{k})}, každé {\displaystyle \lambda _{i}} bude na diagonále tolikrát, jaká je jeho násobnost.
3. Pro každé {\displaystyle \lambda _{i}} najdeme jádro matice {\displaystyle (A-\lambda E)}. Následně nalezneme bázi tohoto jádra {\displaystyle (v_{i,1},\,...,\,v_{i,m})}, {\displaystyle m} je násobnost {\displaystyle \lambda _{i}}.
4. Sloupce matice {\displaystyle R} budou tvořeny vektory {\displaystyle (v_{1,1}\,|\,v_{1,2}\,|\,...|\,v_{1,m}\,|\,v_{2,1}\,|\,...|\,v_{k,n})}.
5. Nalezneme inverzní matici {\displaystyle R^{-1}}.
6. Platí {\displaystyle A=R\,D\,R^{-1}}, {\displaystyle D=R^{-1}A\,R}.

### Příklad
Uvažujme matici:
{\displaystyle A={\begin{pmatrix}1&2&0\\0&3&0\\2&-4&2\end{pmatrix}}.}
Charakteristický polynom matice je:
{\displaystyle \det(A-\lambda E)=\det {\begin{pmatrix}1-\lambda &2&0\\0&3-\lambda &0\\2&-4&2-\lambda \end{pmatrix}}=(1-\lambda )(2-\lambda )(3-\lambda ).}
Matice má tedy 3 vlastní čísla s násobností 1:
{\displaystyle \lambda _{1}=3,\quad \lambda _{2}=2,\quad \lambda _{3}=1.}
Diagonální tvar matice je tedy, na pořadí vlastních čísel nezáleží:
{\displaystyle D={\begin{pmatrix}3&0&0\\0&2&0\\0&0&1\end{pmatrix}}.}
Nyní nalezneme ke každému {\displaystyle \lambda _{i}} vlastní vektory. Jsou to:
{\displaystyle v_{1}={\begin{pmatrix}-1\\-1\\2\end{pmatrix}}\in \mathrm {Ker} (A-3E),}
{\displaystyle v_{2}={\begin{pmatrix}0\\0\\1\end{pmatrix}}\in \mathrm {Ker} (A-2E),}
{\displaystyle v_{3}={\begin{pmatrix}-1\\0\\2\end{pmatrix}}\in \mathrm {Ker} (A-E).}
Jednoduchou kontrolou je: {\displaystyle Av_{k}=\lambda _{k}v_{k}}
Matici {\displaystyle R} získáme tak, že vlastní vektory zapíšeme do sloupců. Zde již na pořadí záleží, musí být stejné jako pořadí odpovídajících vlastních čísel v {\displaystyle D}.
{\displaystyle R={\begin{pmatrix}-1&0&-1\\-1&0&0\\2&1&2\end{pmatrix}}.}
Nakonec k {\displaystyle R} najdeme inverzi:
{\displaystyle R^{-1}={\begin{pmatrix}0&-1&0\\2&0&1\\-1&1&0\end{pmatrix}}}
Přímým výpočtem lze ověřit, že {\displaystyle R^{-1}A\,R=D}:
{\displaystyle R^{-1}AR={\begin{pmatrix}0&-1&0\\2&0&1\\-1&1&0\end{pmatrix}}{\begin{pmatrix}1&2&0\\0&3&0\\2&-4&2\end{pmatrix}}{\begin{pmatrix}-1&0&-1\\-1&0&0\\2&1&2\end{pmatrix}}={\begin{pmatrix}3&0&0\\0&2&0\\0&0&1\end{pmatrix}}.}

## Současná diagonalizovatelnost
Matice {\displaystyle A,B} se označují jako současně diagonalizovatelné, pokud existuje takové {\displaystyle R}, že jak {\displaystyle R^{-1}A\,R}, tak {\displaystyle R^{-1}B\,R} jsou diagonální. Obdobně endomorfismy {\displaystyle S,T} jsou současně diagonalizovatelné, pokud existuje taková báze, ve které jsou oba diagonální.
Věta: Nechť {\displaystyle V} je vektorový prostor a {\displaystyle M} množina diagonalizovatelných endomorfismů na {\displaystyle V}. Pak je {\displaystyle M} současně diagonalizovatelná, právě když každé dva endomorfismy v ní komutují.